# Gabriel Auer
Pour les articles homonymes, voir Auer.
Gabriel Auer, né à le 2 mai 1936 à Budapest et mort le 3 mai 2014 dans le 14e arrondissement de Paris, est un scénariste, réalisateur et producteur de cinéma français.

## Biographie
Né à Budapest en 1936, il quitte la Hongrie avec sa famille en 1939, passe son enfance pendant la guerre en France, puis à Monaco. Il émigre au Canada en 1955 où il fait des études de commerce et d'arts à l’Université anglophone Sir George Williams à Montréal.
Il vit et travaille ensuite au Canada, en Amérique Latine et en Suisse. Sa carrière cinématographique commence en 1970, comme producteur associé sur le film d’Alain Tanner, La Salamandre. Il réalise ensuite plusieurs courts métrages, dont Le Destin de Jean-Noël ? qui reçoit une nomination aux César en 1977. Il fonde sa propre société de production, Forum Films, en 1978. 
Son premier long métrage, Vacances royales, reçoit en 1980 le prix Jean Delmas, à Cannes. Il alterne depuis des activités de réalisation et de production. En 1982, son film Les Yeux des oiseaux, remporte le grand prix Coral au Festival du film de La Havane. Ce film, sur la prison Libertad, a une influence politique considérable en Uruguay où il circule clandestinement pendant et après la dictature militaire. En 1988, il produit le premier long métrage de la réalisatrice indienne Mira Nair, Salaam Bombay !, film nommé aux Oscars et qui reçoit la Caméra d’or au Festival de Cannes. 
À partir de 1993, il conduit des ateliers d’écriture de scénarios et de formation de formateurs au sein des programmes Sources et Sources 2, (Programmes Media de l’Union européenne).
Il est membre et trésorier de la Société des réalisateurs de films (SRF) de 1978 à 2008, il représente la SRF à la Commission d’agrément de production du Centre national du cinéma et de l'image animée de 1985 à 2005. Il a également été membre du Jury de la Caméra d'Or au Festival de Cannes 1993 ainsi que membre de l’ARP.

## Filmographie

### Réalisateur

#### Courts métrages
- 1972 : J’fais du pouce
- 1973 : Chiennerie
- 1974 : Portrait d’un châtelain
- 1976 : Le Destin de Jean-Noël ?
- 1976 : Quand j'aurai vingt ans je serai heureux
- 1978 : De ma fenêtre
- 1983 : Bienvenue en Uruguay

#### Longs métrages
- 1980 : Vacances royales
- 1982 : Les Yeux des oiseaux
- 2000 : Le Birdwatcher

### Producteur
- 1971 : La Salamandre
- 1985 : Rue du cinéma
- 1985 : India Cabaret
- 1988 : Salaam Bombay !
- 1992 : Maya
- 1997 : Je suis vivante et je vous aime

## Théâtre

### Auteur
- Diego (coauteur Roger Kahane)

### Traducteur
- La Jeune Fille et la Mort d'Ariel Dorfman.

## Distinctions
- 1976 : Nomination aux Césars (meilleur court-métrage de fiction) pour Le Destin de Jean-Noël ?
- 1980 : Second Prix Jean-Delmas au Festival international du film de Cannes pour Vacances Royales
- 1982 : Grand Prix Corail au Festival du cinéma latino-américain à La Havane pour Les Yeux des oiseaux
- 1988 : Nomination aux Oscars (meilleur film étranger) et Caméra d'or au Festival de Cannes pour Salaam Bombay !